# Кругловское сельское поселение (Белгородская область)
Кругло́вское се́льское поселе́ние — муниципальное образование в Красненском районе Белгородской области.
Административный центр — село Круглое.

## История
Кругловское сельское поселение образовано 20 декабря 2004 года в соответствии с Законом Белгородской области № 159.

## Население
| 2010  | 2011  | 2012  | 2013  | 2014  | 2015  | 2016  | 2017  | 2018  |
| ----- | ----- | ----- | ----- | ----- | ----- | ----- | ----- | ----- |
| 1302  | ↘1297 | ↘1242 | ↘1221 | ↘1166 | ↗1169 | ↗1183 | ↘1150 | ↘1134 |
| 2019  | 2020  | 2021  |       |       |       |       |       |       |
| ↘1113 | ↘1082 | ↘865  |       |       |       |       |       |       |

## Состав сельского поселения
| № | Населённый пункт | Тип населённого пункта       | Население |
| - | ---------------- | ---------------------------- | --------- |
| 1 | Заломное         | село                         | ↘249      |
| 2 | Караешный        | хутор                        | ↘0        |
| 3 | Круглое          | село, административный центр | ↘673      |
| 4 | Новосолдатка     | село                         | ↘343      |
| 5 | Новый Путь       | хутор                        | ↘37       |